# CProxy
CProxy — программа для экономии веб-трафика, работающая под ОС Windows.

## Принцип работы
Как видно из названия программы, принцип её работы основан на работе прокси-серверов.
Программа соединяется c одним из серверов, расположенных в Чехии и пропускает через себя всю информацию, и отправляя её конечному пользователю в сжатом с помощью алгоритма GZIP виде. CProxy принимает эту информацию, распаковывает её и передаёт конечной программе. Такой способ позволяет существенно (до 70 %, при просмотре интернет-страниц) экономить трафик.

## Особенности
- CProxy позволяет сжимать графику в форматах GIF и JPEG с потерями качества.
- CProxy можно также использовать в качестве анонимайзера, поскольку при работе с сайтами виден только IP-адрес серверов, сжимающих трафик.

## Платность сервиса
В связи с ростом количества пользователей сервиса и нагрузки на сервера разработчики CProxy были вынуждены ввести плату за пользование сервисом. Сама программа при этом остаётся бесплатной.
Бесплатный доступ к сервису будет по-прежнему доступен, но с некоторыми ограничениями:
- Скорость подключения принудительно снижается до 32—256 кбит/с;
- Сервис может быть недоступен в связи с лимитом количества подключений;
- Сжатие SMTP-трафика не осуществляется.

## Прекращение работы сервиса
в 2022 году сервис прекратил работу для пользователей из РФ без объяснения причин.